# Vũ Văn Sĩ Cập
Vũ Văn Sĩ Cập (tiếng Trung: 宇文士及, bính âm: Yǔwén Shìjí) (? - 11 tháng 11 năm 642), tự Nhân Nhân (仁人), thụy hiệu Dĩnh Túng Công (郢縱公), là người Trường An, Ung Châu. Ông là đại quan phục vụ hai triều đại Trung Quốc Tuỳ và Đường, giữ chức Thị trung (侍中) (625–626) và Trung thư Lệnh (中書令) (626–627) dưới thời Đường Cao Tổ, Đường Thái Tông. Ông cũng là em trai của Vũ Văn Hoá Cập, người tự xưng là Hoàng đế nước Hứa (许).

## Thời Tuỳ Văn Đế
Không có thông tin chính xác về thời gian Vũ Văn Sĩ Cập được sinh ra. Ông là con trai thứ ba của quan nhà Tuỳ Vũ Văn Thuật, có hai người anh trai là Vũ Văn Hoá Cập và Vũ Văn Trí Cập. Dưới thời của vị vua khai quốc Văn Đế, nhờ những đóng góp của cha ông cho nhà Tuỳ, ông được phong Tân Thành huyện công (新城县公). Văn Đế từng triệu Sĩ Cập vào phòng ngủ để nói chuyện và lấy làm yêu thích nên đã ban hôn với Nam Dương công chúa (con gái của thái tử Dương Quảng). Họ có chung một con trai tên Vũ Văn Thiện Sư (宇文禅师). Vì được tấn phong phò mã, Sĩ Cập trở nên coi thường anh trai Trí Cập, nhưng đối với Hoá Cập vẫn giữ quan hệ thân thiết.

## Thời Tuỳ Dạng Đế
Năm 604, Văn Đế băng hà, thái tử Dương Quảng kế vị, tức Tuỳ Dạng Đế. Không có nhiều thông tin về hoạt động quan trường của Sĩ Cập trong thời gian này, ông giữ chức Thượng liễn phụng ngự (尚辇奉御), quản lý việc đi lại của hoàng cung. Đối với Đường quốc công Lý Uyên, Sĩ Cập có mối quan hệ rất tốt, hai người thường cùng nhau thảo luận vấn đề quân sự.
Năm 616, Tuỳ Dạng Đế từ Đông đô Lạc Dương tuần du đến Giang Đô (江都) cùng cha con Vũ Văn Thuật. Tại đây, Thuật lâm bệnh và qua đời sau đó không lâu. Sĩ Cập từ chức để thủ hiếu chăm lo tang gia cho cha, nhưng sau đó ít lâu ông trở lại triều đình nhậm chức Hồng lư thiếu khanh (鸿胪少卿), quản lý kho lương hoàng gia 
(Hồng lư).
Mùa xuân năm 618, Vũ Văn Hóa Cập, Trí Cập cùng thống lĩnh Kiêu Quả quân (驍果军) lập mưu giết Tùy Dạng Đế, lo sợ Sĩ Cập vốn là con rể của Dạng Đế sẽ làm lộ chuyện nên không báo cho Sĩ Cập biết. Hoá Cập sau khi ép Dạng Đế thắt cổ chết đã đưa Tần vương Dương Hạo, cháu gọi Dạng Đế bằng bác, lên làm Hoàng đế.

## Dưới trướng Vũ Văn Hóa Cập
Vũ Văn Hóa Cập phong cho Sĩ Cập làm Nội sử lệnh. Hóa Cập sau đó rời bỏ Giang Đô, dẫn Kiêu Quả quân về Lạc Dương, giữa đường chạm trán Ngõa Cương quân của Ngụy công Lý Mật và bị đánh bại liên tục nhiều trận. Cùng lúc đó, Lý Uyên đã kiến lập nhà Đường đóng đô ở Trường An, sau phái mật sứ đến Lê Dương (黎陽) gặp Sĩ Cập. Vũ Văn Sĩ Cập giao mật sứ mang về cho Lý Uyên một chiếc vòng tay ngụ ý muốn về Trường An quy thuận nhà Đường (chữ 環 hoàn ["vòng"] cùng âm với 還 hoàn ["trở về"]). Vũ Văn Hóa Cập, do không thắng được quân Lý Mật, đã vượt Hoàng Hà đến Ngụy huyện (魏縣), Vũ Văn Sĩ Cập kiến nghị nên về Tây quy thuận Trường An nhưng bị cự tuyệt. Sau đó, Hóa Cập phế truất Dương Hạo, tự xưng Hoàng đế, lấy quốc hiệu là Hứa (许), phong Sĩ Cập làm Thục vương (蜀王).
Về sau, Vũ Văn Hóa Cập bị Hoài An vương Lý Thần Thông của nhà Đường đánh lùi về Liêu Thành (聊城), Vũ Văn Sĩ Cập cùng Phong Đức Di xin đến Tế Bắc (济北) để tiếp trợ quân lương. Tuy nhiên, sau đó, Hạ vương Đậu Kiến Đức tấn công và mùa xuân năm 619 đã chiếm được Liêu Thành. Đậu Kiến Đức cho xử tử Vũ Văn Hóa Cập, Vũ Văn Trí Cập, và Vũ Văn Thiện Sư (ban đầu Đậu Kiến Đức muốn miễn tội chết cho Vũ Văn Thiện Sư, nhưng Nam Dương công chúa cho rằng theo luật nhà Tùy cần xử tử cả cháu trai kẻ phản nghịch, và đồng ý cho xử tử con trai). Thuộc hạ của Vũ Văn Sĩ Cập khuyên chủ soái tấn công chiếm Hà Bắc nhưng Sĩ Cập bác đi rồi cùng Phong Đức Di đến Trường An quy phục nhà Đường.

## Thời Đường Cao Tổ
Đường Cao Tổ Lý Uyên quở trách sao đến giờ mới hàng Đường, Sĩ Cập thưa rằng thân mang tội khó tha, nhưng khi ở Trác Quận (涿郡) đã cùng Lý Uyên uống trà bàn chuyện thiên hạ và cũng đã tỏ ý muốn quy phục từ trước. Đường Cao Tổ cười to, nhân lúc ấy là em gái Sĩ Cập Vũ Văn chiêu nghi (宇文昭仪) đã là phi tần của mình, liền ban chức cho Sĩ Cập. Sau đó Sĩ Cập theo Tần vương Lý Thế Dân thảo phạt Định Dương khả hãn Lưu Vũ Chu, và nhờ đó ông được phong lại tước Tân Thành huyện công và được ban hôn với Thọ Quang huyện chúa (寿光县主, em gái trong họ tộc của Đường Cao Tổ). Năm 620–621, Sĩ Cập cùng Tần vương Lý Thế Dân thảo phạt Trịnh đế Vương Thế Sung, Hạ vương Đậu Kiến Đức. Sau khi thảo phạt Đậu Kiến Đức, Vũ Văn Sĩ Cập gặp lại Nam Dương công chúa, lúc này đã xuất gia, tại Lạc Dương khi đang đưa quân từ Minh Châu (洺州) trở về Trường An. Sĩ Cập muốn tái hợp cùng nàng, nhưng công chúa đã cự tuyệt: "Dương gia nhà ta và Vũ Văn gia nhà ngươi là kẻ thù không đội trời chung, vì ngươi không trực tiếp tham gia mưu nghịch nên ta mới không giết. Đừng bao giờ tìm gặp ta, trừ phi ngươi muốn chết." Biết rằng không thể thuyết phục, Sĩ Cập đành bỏ đi.
Nhờ tham gia thảo phạt Trịnh và Hạ, Vũ Văn Sĩ Cập được phong tước Dĩnh Quốc công (郢国公). Ông cũng được phong làm Trung thư thị lang. Năm 625, Sĩ Cập được phong làm Thị trung kiêm Chiêm sự (詹事) cho Thái tử lúc bấy giờ là Lý Kiến Thành. Sau đó làm Tư mã Thiên Sách phủ cho Tần vương Lý Thế Dân. Thời gian này diễn ra cuộc tranh đoạt quyền lực dữ dội giữa Lý Kiến Thành và Lý Thế Dân, tuy nhiên không đủ thông tin về việc Vũ Văn Sĩ Cập có ủng hộ thế lực của người nào hay không.

## Thời Đường Thái Tông
Năm 626, Tần Vương Lý Thế Dân e ngại Lý Kiến Thành sẽ gây hại cho mình nên đã phát động sự biến Huyền Vũ môn, phục kích và giết chết Thái tử Lý Kiến Thành cùng Tề vương Lý Nguyên Cát tại Huyền Vũ môn, sau đó ép Đường Cao Tổ phong làm Thái tử. Không lâu sau đó, Lý Thế Dân lên ngôi Hoàng đế, gọi là Đường Thái Tông. Đường Thái Tông phong cho Vũ Văn Sĩ Cập làm Trung thư lệnh.
Năm 627, Vũ Văn Sĩ Cập từ chức Trung thư lệnh, trở thành Đô đốc Lương Châu (涼州). Truyền rằng trong thời gian làm Đô đốc, ông được người dân Lương Châu ái mộ vì phẩm chất và lịch thiệp, tăng cường công tác binh vệ và chống lại sự tấn công của Đột Quyết. Sau đó Sĩ Cập được triệu về Trường An và phong làm Điện trung giám. Về sau nhân có bệnh, ông trở về làm Thứ sử Bồ Châu (蒲州), nhưng một thời gian lại được triệu về kinh đô làm Hữu vệ Đại tướng quân (右卫大将军). Vũ Văn Sĩ Cập thường được Hoàng đế mời dự yến tiệc cung đình, nhưng hiếm khi tiết lộ về những chuyện xảy ra tại các buổi yến tiệc, ngay cả với vợ con. Đường Thái Tông nhân xem xét Sĩ Cập có công lập quốc đã phong con trai ông làm Tân Thành huyện công. Sau đó, năm 635, Sĩ Cập được tái nhiệm chức Điện trung giám. Ngày Bính Thân (14) tháng 10 năm Nhâm Dần (11 tháng 11 năm 642), Vũ Văn Sĩ Cập qua đời, được phong làm Tả vệ Đại tướng quân (左卫大将军), Đô đốc Lương Châu và được an táng tại Đường Chiêu lăng (唐昭陵), cũng là nơi chôn cất Trưởng Tôn hoàng hậu, về sau chính Đường Thái Tông cũng được chôn cất ở đây.
Vũ Văn Sĩ Cập được ca ngợi là người luôn quan tâm và đối xử tử tế với các anh em, con cháu, và rộng lượng với họ hàng, đặc biệt là những người nghèo khó. Tuy vậy, ông cũng được đánh giá là có lối sống rất xa xỉ. Có một lần Đường Thái Tông tán dương vẻ đẹp của một cái cây, Sĩ Cập đã tán thưởng cây đó liên tục và bị Thái Tông quở trách:
“ Ngụy Trưng thường khuyên ta tránh xa kẻ nịnh thần, mà không biết nịnh thần là ai, giờ mới biết là ngươi. ”
Vũ Văn Sĩ Cập mới tạ lỗi rồi phân trần rằng Hoàng đế thường ít khi có được sự đồng tình của người khác, và bảo rằng ông chỉ muốn làm vui lòng Hoàng đế. Thái Tông nghe vậy bèn tha không trách phạt.
Ban đầu, các quan phụ trách đặt thụy hiệu cho Vũ Văn Sĩ Cập đề xuất chữ Cung (恭, nghĩa là "đáng kính"). Hoàng môn thị lang Lưu Kịp (刘洎) đã chỉ ra lối sống xa xỉ của Sĩ Cập không hợp với chữ Cung nên kiến nghị đổi thành Túng (縱, nghĩa là "hoang phí"). Từ đó thụy hiệu của Vũ Văn Sĩ Cập trở thành Dĩnh Túng công.

## Thông tin gia tộc
- Cha:
  - Vũ Văn Thuật (宇文述), tướng quân nhà Tuỳ
- Thê thiếp:
  - Nam Dương công chúa, con gái Tuỳ Dạng Đế
  - Thọ Quang huyện chủ, em họ Đường Cao Tổ
- Con cháu:
  - Vũ Văn Thiện Sư (宇文禅师) (bị Đậu Kiến Đức xử trảm năm 619)
  - Vũ Văn Sùng Tự (宇文崇嗣), Trung Ngự đại phu (中御大夫), tước Tập Dĩnh quốc công (袭郢国公)
    - Vũ Văn Mạc (宇文邈)
      - Vũ Văn Đỉnh (宇文鼎)
        - Vũ Văn Dương (宇文杨)
        - Vũ Văn Tống (宇文综)

  - Một người con trai khác, tước Phong Thành huyện công (封城县公)
  - Một người con trai khác
  - Vũ Văn Tu Đa La (宇文修多羅), phi tử của Triệu vương Lý Phúc (李福), con thứ mười ba của Đường Thái Tông
    - Lý Dận (李胤), Kiến Bình Vương (建平王), chết trẻ
    - Triệu vương Lý Mục (李穆), về sau nhận Lý Tư Thuận (李思順)[8] làm kế tự
    - Lý Trạch (李泽), Tín Đô quận công (信都郡公)
    - Lý Cung (李恭), Hàm Đan công (邯郸公)
- Anh chị em:
  - Vũ Văn Hoá Cập (宇文化及), tướng nhà Tuỳ, tự phong Hoàng đế nước Hứa (许) (bị Đậu Kiến Đức xử trảm năm 619)
  - Vũ Văn Trí Cập (宇文智及), tướng nhà Tuỳ (bị Đậu Kiến Đức xử trảm năm 619)
  - Vũ Văn Huệ Cập (宇文惠及), tướng nhà Tuỳ, mất sớm. Trong tiểu thuyết Thuyết Đường (说唐), cái chết của ông này được miêu tả là do bị Tần Thúc Bảo giết chết.
  - Vũ Văn chiêu nghi (宇文昭仪), chiêu nghi[9] của Đường Cao Tổ

## Phụ chú
1. ↑  Nay thuộc Dương Châu, Giang Tô
2. ↑  Nay thuộc Hạc Bích, Hà Nam
3. ↑  Nay thuộc Hàm Đan, Hà Bắc
4. ↑  Nay thuộc Liêu Thành, Sơn Đông
5. ↑  Nay thuộc Sơn Đông–Hà Bắc
6. ↑  Nay thuộc Hàm Đan, Hà Bắc
7. ↑  Nay thuộc Vũ Uy, Cam Túc
8. ↑  Nay thuộc Vận Thành, Sơn Tây